# Плес (княжество)
Пщинское княжество (княжество Плес) (чеш. Pštinské knížectví , пол. Księstwo pszczyńskie) или Герцогство Плес (нем. Herzogtum Pleß) — одно из силезских княжеств со столицей в Пщине (Плесе).

## История
После распада Польского королевства по завещанию Болеслава III Кривоустого в 1138 году земли вокруг кастелянства Пщина отошли к сеньориальному уделу и области Малая Польша. В 1177 году князь-принцепс Польши Казимир II Справедливый передал их ратиборскому князю Мешко I Плясоногому. Мешко присоединил Пщину к своему княжеству. Ратиборская ветвь Cилезских Пястов пресеклась в 1336 году со смертью князя Лешека Ратиборского.
Незадолго до смерти, в 1327 году, Лешек Ратиборский, как и большинство других силезских князей, принес ленную присягу на верность чешскому королю Яну Люксембургскому. После смерти Лешека король Ян на правах сюзерена забрал княжество себе, а в следующем году передал Ратиборское княжество, в том числе и Пщину,  князю Микулашу II Опавскому из побочной ветви чешской королевской династии Пржемысловичей, который был женат на сестре покойного герцога Лешека Анне. В 1424 году внук Микулаша II Ян II Железный, князь ратиборско-крновский, передал территорию с городами Пщина, Берунь, Мысловице и Миколув, образовавшие самостоятельное Пщинское княжество, своей жене Елене, племяннице польского короля Владислава II Ягайло, на правах вдовьего удела.
После смерти Елены в 1449 году Пщинское княжество на три года вернулось в состав Крновского княжества. В 1452 году умер сын Елены, князь Микулаш V Крновский, по примеру отца выделивший Пщину с окрестностями в отдельное княжество для своей жены Барбары Рокемберг. Барбара владела княжеством до 1462 года, когда ее пасынок князь Ян IV Крновский обманом изгнал ее из Пщины.
В 1464 году сыновья Микулаша V Крновского разделили свои владения, и Пщинское княжество досталось младшему сыну Вацлаву III. Он владел им до 1474 года, когда неудачно выбрал сторону в войне за чешскую корону, попал в плен и был лишен своих владений. После этого Пщинское княжество перестало существовать как государственное образование, превратившись в феодальное владение.
Король Венгрии и Чехии Матвей Корвин на правах сюзерена забрал Пщинскую землю себе и передал своему союзнику Викторину из Подебрад, князю опавскому, который передал ее своему зятю Казимиру II Цешинскому в качестве приданного за его дочь Иоганну. В свою очередь, Казимир II продал ее в 1517 году  венгерскому магнату Яну Турзо. Семейство Турзо владело Пщиной до 1548 года, когда с согласия императора и короля Чехии Фердинанда I, продало его князю-епископу Вроцлава Бальтазару фон Промницу. Семья Промниц владела образованным вокруг Пщины (Плеса) княжеством как феодальным владением до 1765 года, когда пресеклась ее мужская линия.

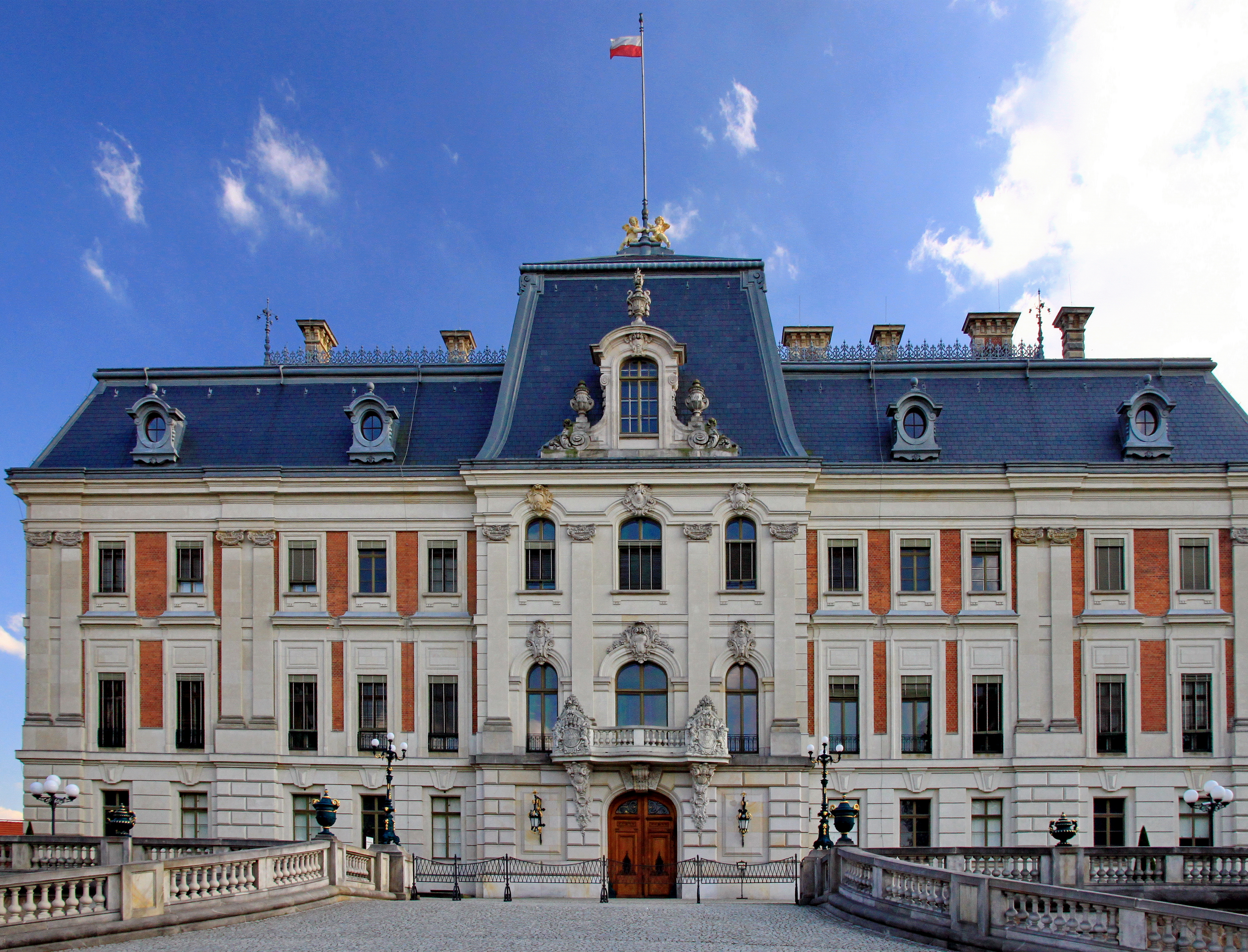
Княжеский замок в Пщине

В результате Войны за австрийское наследство, в 1742 году княжество вошло в состав Пруссии, однако герцоги Плес сохранили свою власть. В 1765 году последний в роду Промниц, граф Иоганн Эрдманн Промниц-Плес, завещал княжество Плес своему племяннику Фридриху Эрдманну Ангальт-Кётен, принявшего титул князя Ангальт-Плес. Его потомки владели княжеством до 1847 года, когда последний из них, Генрих Ангальт-Кётенский, передал его своему племяннику Хансу Генриху X фон Хохберг.
За время правления в Плесе немецких князей в нем активно проводилась политика германизации поляков. После событий Силезских восстаний, на Верхнесилезском плебисците 20 марта 1921 года более 75 % населения княжества поддержали вхождение во Вторую Польскую Республику, хотя большинство жителей Плеса проголосовали за Германию. После событий третьего Силезского восстания княжество Плес (Пщинское) вошло в состав Польской Республики.
Формально с 1921 года княжество перестало существовать, но князь Ханс Генрих XV фон Хохберг в 1921 году принял польское  гражданство и переехал в Плес, снова ставший Пщиной. Он сохранил владение княжеским замком в Пщине и именовал себя князем Пщинским до конца жизни. Пщинский замок и все имущество князей Пщинских были национализированы нацистами в 1939 году. Потомки Ханса Генриха XV продолжают именовать себя князьями Пщинскими до настоящего времени.

## География
В 1900 году территория княжества составляла 40437 гектаров и включала в себя кроме столицы — Плесса, города Альт-Берун, Николаи, Тихау.

## Князья Пщины
| #                                    | Имя (годы жизни)                                                      | Родители                                                                   | Годы правления | Примечания                                                             |
| ------------------------------------ | --------------------------------------------------------------------- | -------------------------------------------------------------------------- | -------------- | ---------------------------------------------------------------------- |
| 1                                    | Елена Литовская жена князя Яна II Железного (ок. 1390 — 2 марта 1449) | Корибут Ольгердович, князь Новгород-Северский Анастасия Ольговна Рязанская | 1424―1449      | Вдовий удел                                                            |
| В составе Крновского княжества       | В составе Крновского княжества                                        | В составе Крновского княжества                                             | 1449―1452      |                                                                        |
| 2                                    | Барбара Рокемберг жена князя Микулаша V Крновского (? — после 1463)   |                                                                            | 1452―1462      | Вдовий удел                                                            |
| 3                                    | Вацлав III Простачок (ок.1442 — 1478)                                 | Микулаш V Крновский Малгожата Клемм из Лиготы                              | 1464―1474      | князь Крновский (с 1452 по 1464 год) и Рыбникский (с 1464 по 1474 год) |
| Вошло в состав земель Чешской короны | Вошло в состав земель Чешской короны                                  | Вошло в состав земель Чешской короны                                       | 1474           |                                                                        |